# Konkláve v roce 2005
Konkláve, které se začalo 18. dubna 2005, se zúčastnilo 115 kardinálů a dne 19. dubna zvolilo za nového papeže Josepha Ratzingera, který si zvolil jméno Benedikt XVI. Za papeže jej zvolili v 17:50. Nový papež byl zvolen po třech kolech hlasování. 1. kolo se konalo v pondělí po sv. mši za zvolení nového papeže. Sv. mše začala v 10:00 v bazilice sv. Petra ve Vatikánu. Pak se kardinálové odebrali do Sixtinské kaple za zpěvu litanií ke všem svatým. V tento den se konala jen jedna volba a ta byla neúspěšná, čili kouř byl černý. Na druhý den 19. dubna – úterý se konaly 2 volby. Ráno byla volba neúspěšná – černý kouř. Večer konkláve zvolilo papeže. Asi v 18:00 kardinál jáhen Jorge Arturo Medina Estevez oznámil světu radostnou zprávu: Habemus papam – Máme papeže.

## Složení voličů
| Voliči          | 117 celkově            |
| --------------- | ---------------------- |
| Chybějící       | 2 (Sin, Suárez Rivera) |
| Přítomní        | 115                    |
| Afrika          | 11                     |
| Asie            | 11                     |
| Evropa          | 58                     |
| Oceánie         | 2                      |
| Severní Amerika | 22                     |
| Jižní Amerika   | 13                     |

Naprostou většinu volitelů kreoval Jan Pavel II., jen dva byli kreováni ještě Pavlem VI.: William W. Baum a Joseph Ratzinger, který byl zvolen papežem. Třetím kardinálem volitelem jmenovaným Pavlem VI. byl Jaime Sin, který se ze zdravotních důvodů konkláve neúčastnil. 
Voliči podle zemí:
- 20 Itálie
- 11 USA
- 6 Německo, Španělsko
- 5 Francie
- 4 Brazílie, Mexiko
- 3 Indie, Kanada, Kolumbie, Polsko
- 2 Filipíny, Chile, Japonsko, Maďarsko, Nigérie, Portugalsko, Ukrajina, Spojené království
- 1 Argentina, Austrálie, Belgie, Bolívie, Bosna a Hercegovina, Česko, Dominikánská republika, Ghana, Guatemala, Nizozemsko, Honduras, Chorvatsko, Indonésie, Irsko, Jižní Afrika, Kamerun, Konžská demokratická republika, Kuba, Litva, Lotyšsko, Madagaskar, Nikaragua, Nový Zéland, Peru, Pobřeží slonoviny, Rakousko, Súdán, Švýcarsko, Sýrie, Tanzanie, Thajsko, Uganda, Vietnam

Na zvolení nového papeže bylo třeba dvě třetiny přítomných kardinálů + 1: v tomto případě 77 hlasů.